# بریتیش ریل کلاس ۱۷۵
بریتیش ریل کلاس ۱۷۵ (انگلیسی: British Rail Class 175) یک قطار خودگرانشی دیزلی ساخت شرکت آلستوم است.
این قطار که از سال ۱۹۹۹ تا ۲۰۰۰ تولید می‌شده دارای ۹۷٫۸۵ تن وزن، ۲٫۷۳ متر عرض، سرعت نهایی ۱۶۰ کیلومتر در ساعت و ۴۵۰ اسب بخار توان خروجی است.

## نگارخانه

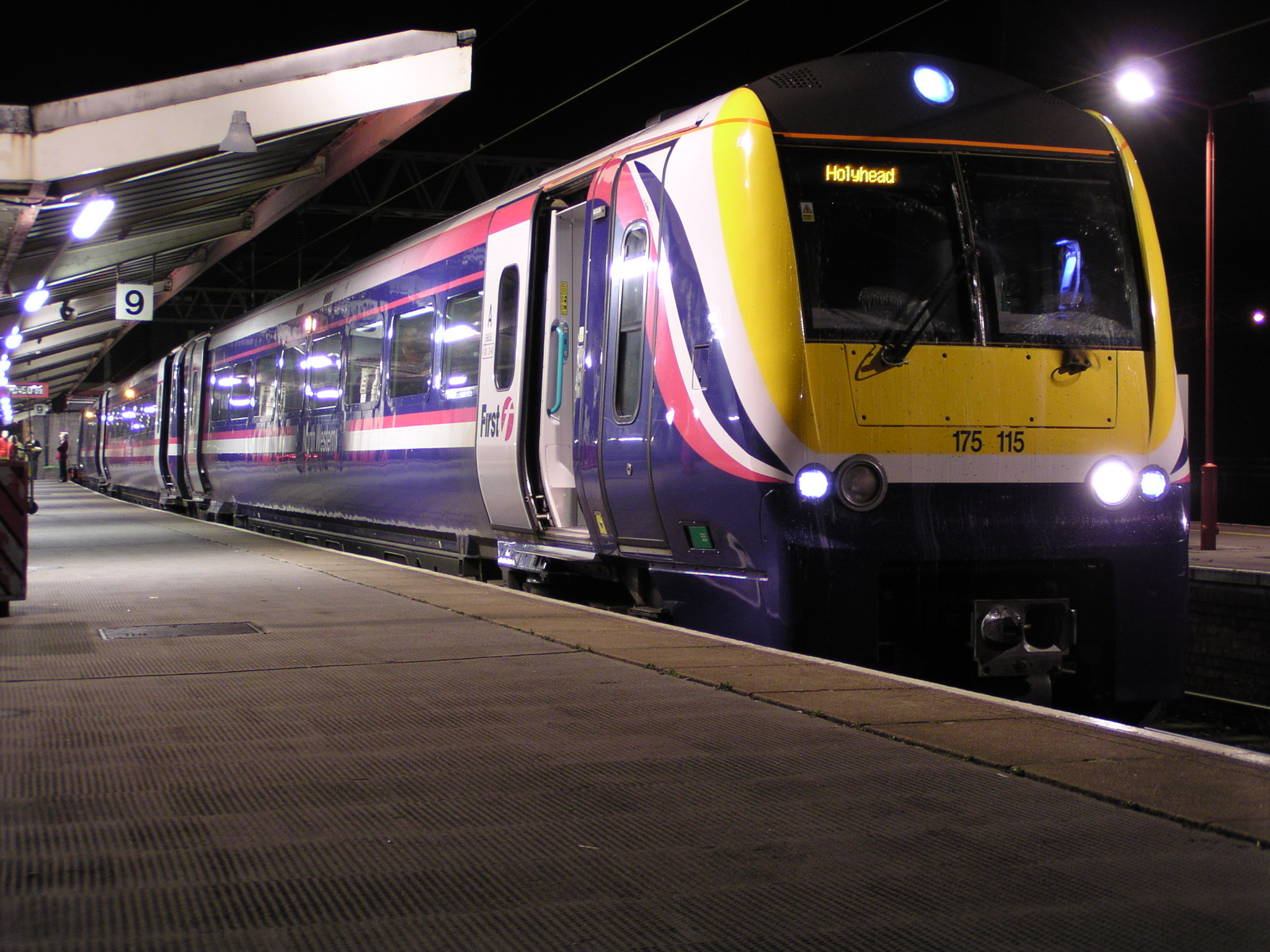
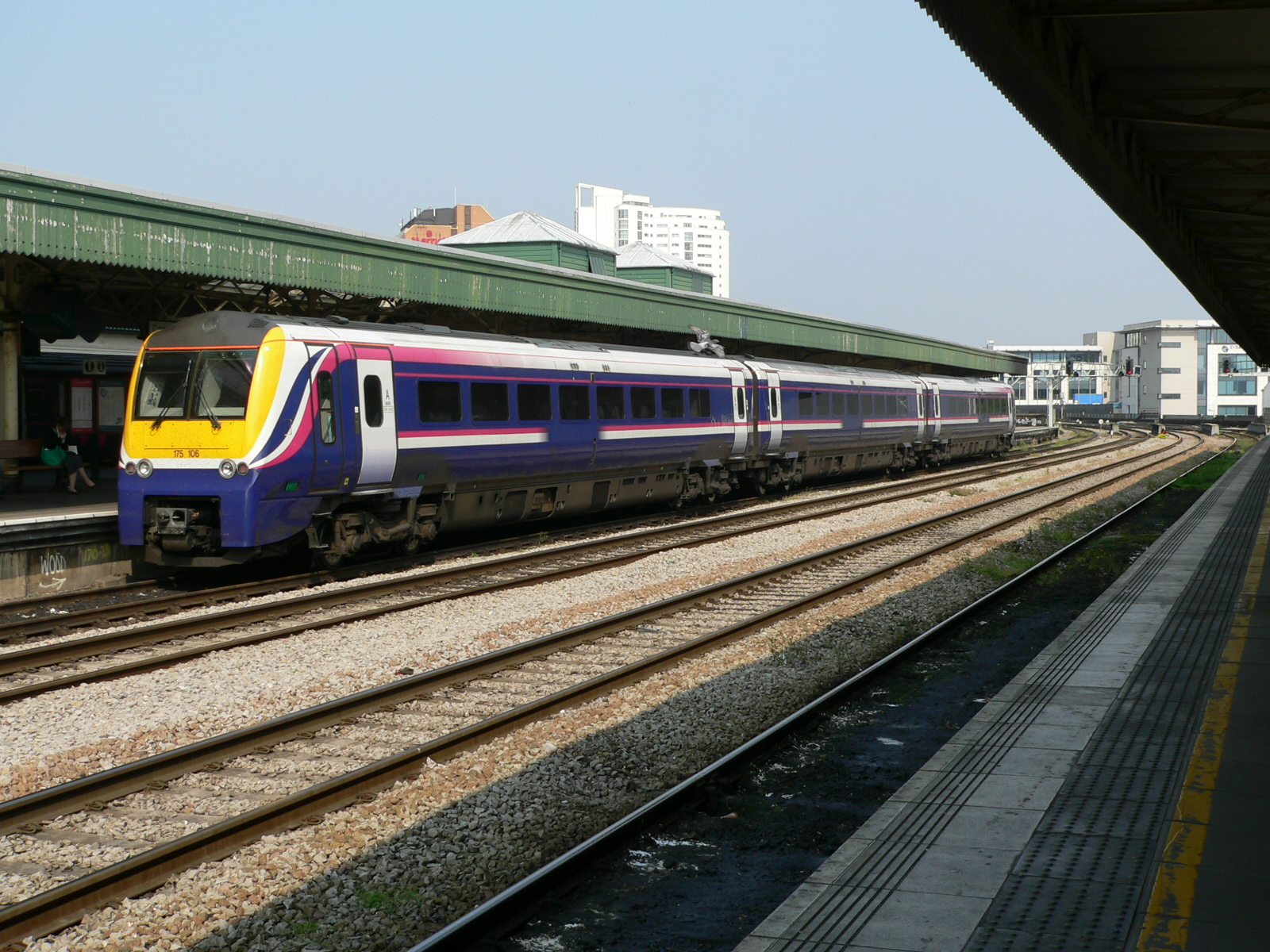
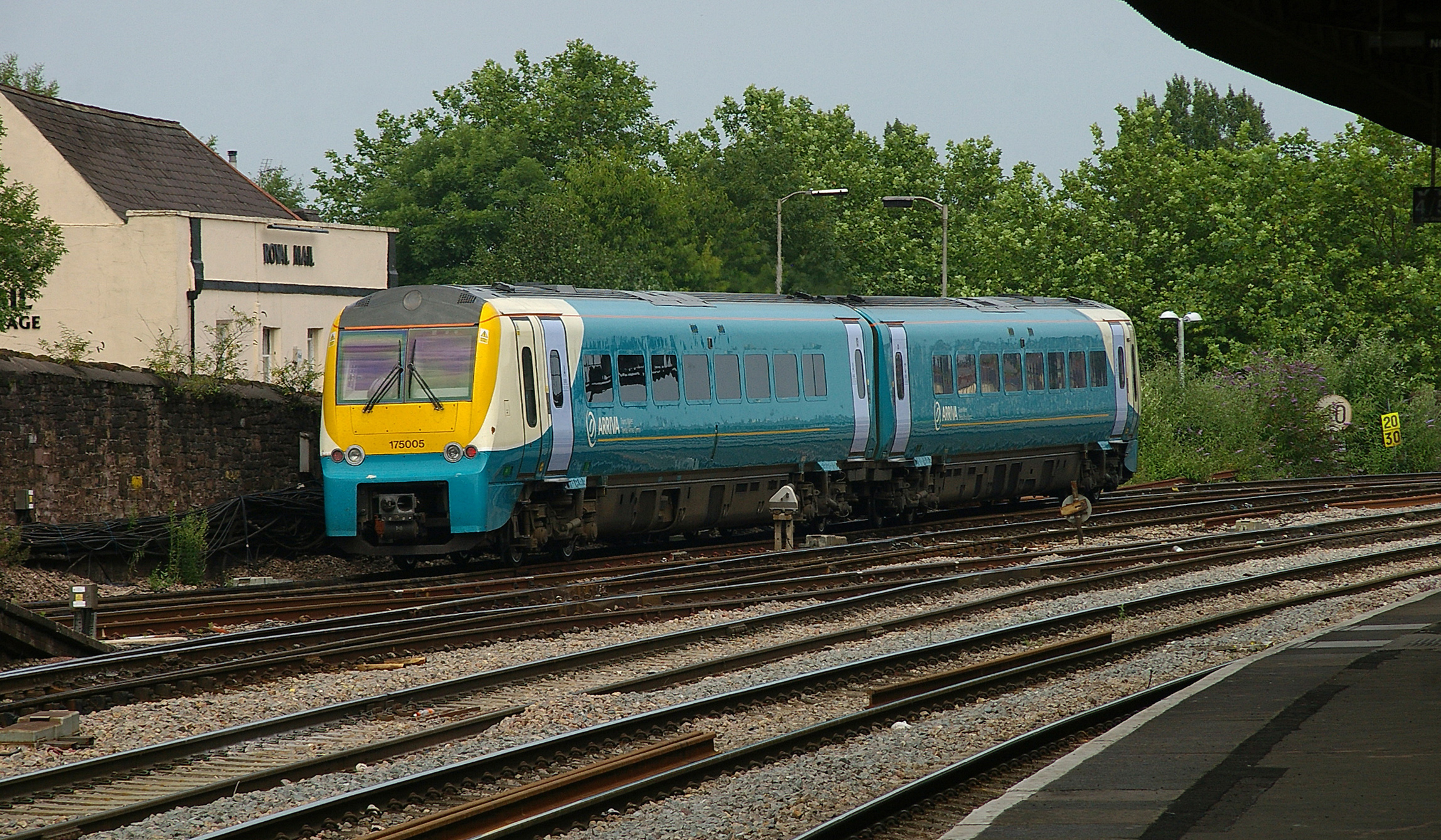
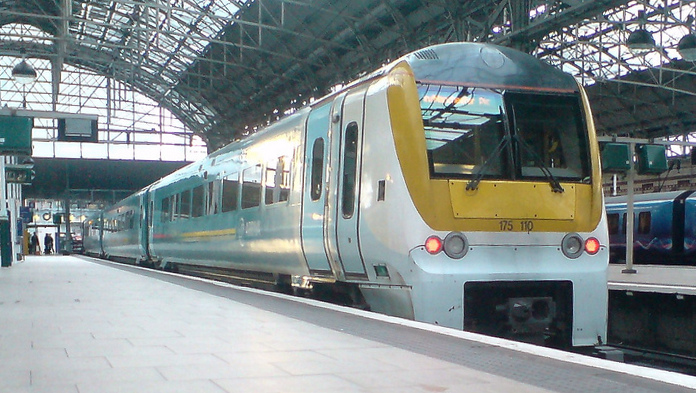
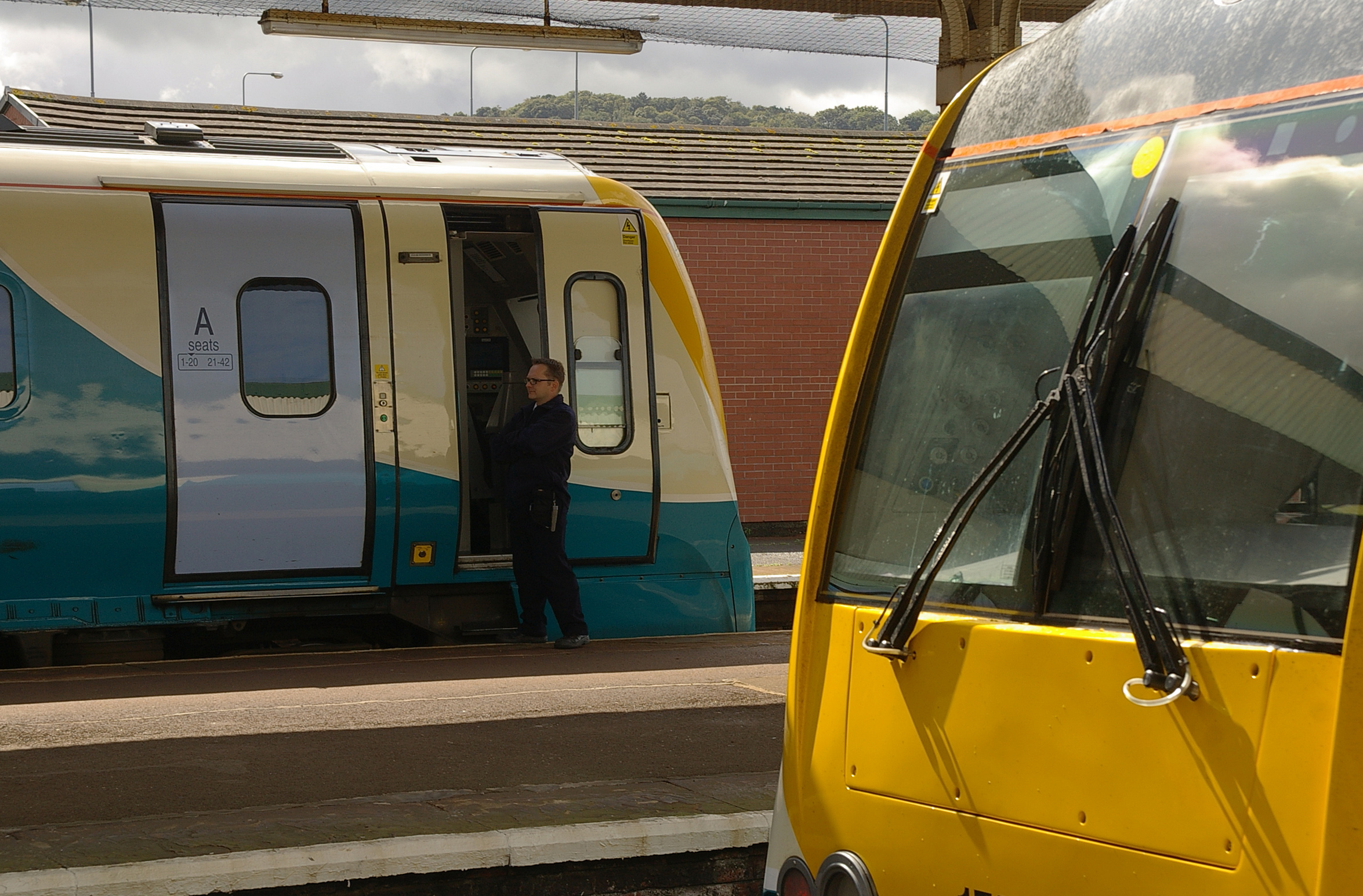
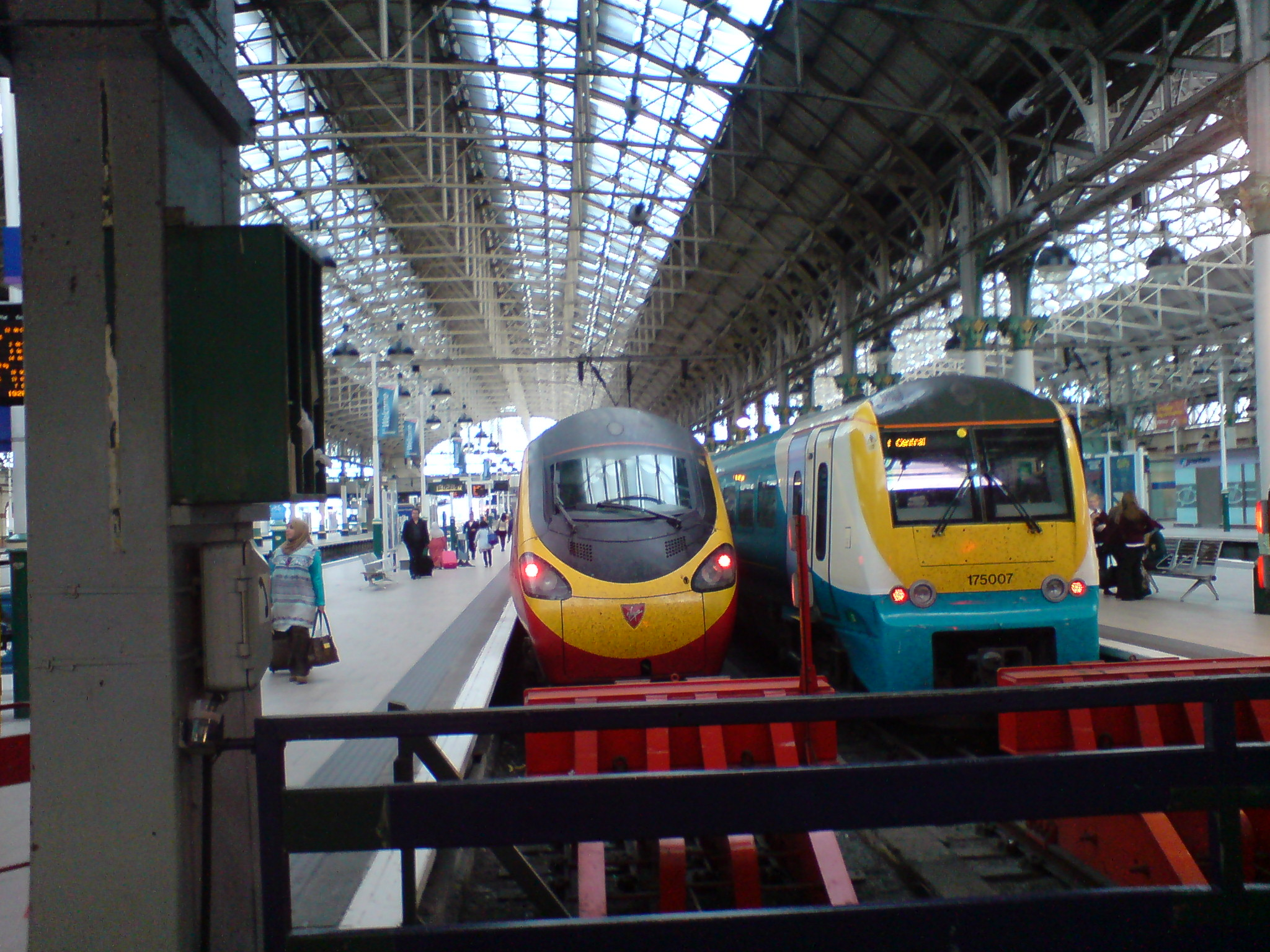